# Michael Agazzi
Michael Agazzi (ur. 3 lipca 1984 w Ponte San Pietro) – włoski piłkarz występujący na pozycji bramkarza we włoskim klubie Alessandria. W trakcie swojej kariery reprezentował także barwy Atalanty BC, Südtirolu, Triestiny, Sassuolo, Foggii, Cagliari Calcio, Chievo, A.C. Milan oraz Middlesbrough.